# 37-мм пушка M3
37 mm Gun M3 — американская лёгкая противотанковая пушка периода Второй мировой войны. Это орудие серийно выпускалось с 1940 года и стало стандартным противотанковым средством пехотных частей армии США. Однако усиление бронезащиты немецких танков быстро сделало 37-мм противотанковые орудия (ПТО) союзников (включая M3) полностью устаревшими для европейского театра военных действий. Как результат, в 1943—1944 гг. 37-мм пушка M3 постепенно начала заменяться в частях на более мощную 57-мм пушку M1. С другой стороны, на тихоокеанском театре военных действий (ТВД), где армии и морской пехоте США противостояли устаревшие японские танки с противопульным бронированием, 37-мм пушка M3 с успехом использовалась вплоть до самого конца войны. Как и многие другие лёгкие ПТО, M3 использовалась не только против танков, но и против живой силы противника — для этого в её боекомплекте имелись осколочно-фугасные снаряды и картечь.
Варианты M5 и M6 37-мм противотанковой пушки устанавливались на многих американских танках и бронеавтомобилях. В частности, ими вооружались лёгкий танк M3 (M5) «Стюарт», средний танк M3 «Грант» («Ли») и лёгкий бронеавтомобиль M8. Кроме того, пушка M3 в своём исходном варианте часто устанавливалась на большое число прочих самоходных шасси. 37-мм ПТО M3 сыграло большую роль в разгроме Японской империи во Второй мировой войне, но её вклад в исход событий на европейском ТВД незначителен.

## История создания
В середине 1930-х годов армия США ещё не имела специализированной противотанковой пушки; противотанковые роты пехотных полков вооружались крупнокалиберными 12,7-мм пулемётами. Несмотря на соображения некоторых военных специалистов о необходимости замены пулемётов на более мощное оружие, только Гражданская война в Испании послужила началом изменения сложившейся ситуации. Этот вооружённый конфликт характеризовался растущей угрозой со стороны танков, но боевой опыт показал, что лёгкое противотанковое орудие, такое как немецкая пушка Pak 35/36, способно успешно устранить эту угрозу.
В январе 1937 года, исходя из результатов успешного использования противотанковых пушек в Испании, Комитет по вооружениям (Ordnance Committee) рекомендовал начать разработку такого оружия; две противотанковые пушки Pak 35/36 были доставлены в США для изучения конструкции. Так как основным пользователем нового вида оружия предполагалась пехота, то именно её представителей назначили наблюдать за ходом работ. Пехотинцы желали видеть на своём вооружении лёгкую пушку, которая могла легко перекатываться силами расчёта, поэтому идея увеличения калибра по сравнению с немецкой пушкой была отвергнута.
Разработка и испытания продолжались до конца 1938 года. Несколько опытных вариантов пушки и лафета были предложены к 15 декабря; комбинация прототипов пушки T10 и лафета T5 была официально принята на вооружение как 37 mm Gun M3 на лафете M4. Немецкая противотанковая пушка Pak 35/36 послужила отправной точкой в разработке M3 и последняя часто именуется копией первой. Однако пушка M3 все же немного отличалась от немецкого орудия. В частности, M3 имела иные затвор и лафет, а также более длинный ствол с другим шагом нарезов. Боеприпасы у M3 были несовместимы с Pak 35/36. Ствольная группа пушки изготавливалась на Уотервлитском арсенале (Watervliet Arsenal), а лафет — на Рок-Айлендском (Rock Island Arsenal). Первые орудия M3 были поставлены заказчику в первой половине 1940 года, а их производство продолжалось до 1943 года включительно.
По ходу производства в конструкцию пушки вносились небольшие изменения. Новая версия лафета M4A1, принятая на вооружение 29 января 1942 года, оснащалась усовершенствованными плечевым предохранителем и механизмом горизонтальной наводки. Комитет по вооружениям потребовал оснастить все пушки M3 такими лафетами, но только часть из ранее выпущенных орудий получила новый лафет. Другим нововведением стала нарезка внешней части конца ствола для установки массивного дульного тормоза с пятью отверстиями для отвода пороховых газов. Оснащённая дульным тормозом пушка получила обозначение M3A1 и была принята на вооружение 5 марта 1942 года. По утверждению ряда авторов, оснащение дульным тормозом потребовалось для того, чтобы уменьшить демаскирующее влияние поднятой выстрелом пыли, однако сразу же возникли проблемы с безопасностью расчёта при стрельбе картечью (картечные пули могли отразиться назад элементами конструкции дульного тормоза). Как следствие, M3A1 с дульным тормозом никогда не участвовала в боях. В других источниках высказывается мнение о том, что дульный тормоз предназначался для смягчения отдачи и был отвергнут просто из-за своей ненужности — отдача 37-мм орудия была небольшой и вполне нормально воспринималась противооткатными устройствами и лафетом.
В попытке увеличить бронепробиваемость M3 для неё разрабатывались различные варианты адаптеров-насадок с коническим стволом. Некоторые из них (включая британский серийный адаптер «Литтлджон») были испытаны стрельбой, но ни один не был принят на вооружение. Эксперименты с ракетными пусковыми установками на лафете M4 (например, 4,5-дюймовая установка T3) также не дали никаких практически применимых результатов.
Производство пушек закончилось в октябре 1943 года.
| Производство 37-мм противотанковых пушек M3, шт. |       |      |        |      |        |
| Год                                              | 1940* | 1941 | 1942   | 1943 | Всего  |
| Выпущено, шт.                                    | 340   | 2252 | 11 812 | 4298 | 18 702 |

*второе полугодие 1940 года.

## Устройство
37-мм пушка M3 имела ствол-моноблок с равномерной нарезкой (12 правозакрученных нарезов, шаг 25 калибров). Казённик навинчивался на задний конец ствола и был оснащён вертикальным клиновым затвором. Гашение отдачи и возврат ствола в исходное положение осуществлялись противооткатными устройствами гидравлическо-пружинного типа.
Лафет орудия с раздвижными станинами и колёсами с пневматическими шинами. За колёсами на оси монтировались «колёсные сегменты» — фигурные упоры, которые в боевом положении опускались вниз и обеспечивали стабильность орудия при стрельбе, а в походном положении поднимались для беспрепятственного перемещения пушки.
Телескопический прицел и рукоятки изменения углов горизонтальной и вертикальной наводки располагались слева от ствола, таким образом, для наведения орудия было достаточно одного номера расчёта. Механизм горизонтальной наводки мог быть вообще отключён, чтобы свободно вращающийся ствол мог быть вручную быстро повёрнут в заданном направлении.

## Модификации
- Ствольная группа:
  - T3 — первый прототип.[1]
  - T7 — прототип с полуавтоматическим горизонтальным клиновым затвором.[2]
  - T8 — прототип с эксцентриковым поршневым затвором Норденфельдта.[2]
  - T10, принятый на вооружение как M3 — версия с ручным вертикальным клиновым затвором.[1][2]
  - M3A1 (1942) — вариант с дульным тормозом, который не пошёл в серийное производство.[1]
- Лафет:
  - T1, T1E1 — прототипы.[1]
  - T5, принятый на вооружение как M4 — первая стандартная версия.[1]
  - M4A1 (1942) — улучшенный стандартный вариант.[1]
  - В 1942 году командование воздушно-десантных войск США затребовало вариант лафета с отделяемыми станинами. Прототип такого лафета был испытан, но в 1943 году проект был закрыт за ненадобностью.[1]

## Организационно-штатная структура

### Армия США
Согласно действующей в 1941 году организационно-штатной структуре, каждый пехотный батальон имел в своём составе противотанковый взвод с тремя 37-мм пушками M3. Кроме того, в каждом пехотном полку имелась противотанковая рота с девятью орудиями этого типа; в сумме полк насчитывал 18 пушек M3. В качестве тягачей предполагались тяжёлые джипы «Додж» «три четверти», но большое число частей получило вместо них обыкновенный джип «Willys MB» грузоподъёмностью в четверть тонны. Две роты 37-мм пушек изначально были частью противотанкового батальона в составе пехотной дивизии; однако в декабре 1941 года противотанковые батальоны были выведены из дивизионного состава и реорганизованы в отдельные батальоны истребителей танков, их буксируемые орудия были заменены на самоходные как только это стало возможным.
Начиная с 1942 года стали формироваться первые воздушно-десантные дивизии. Согласно их организационно-штатной структуре по состоянию на октябрь 1942 года, воздушно-десантная дивизия имела 36 37-мм противотанковых пушек: четыре в дивизионной артиллерии, восемь в планерном пехотном полку и 24 в зенитно-противотанковом батальоне.

### Морская пехота США
До 1943 года в морской пехоте США противотанковыми средствами считались 20-мм автоматические пушки в ротах полковой и батальонной структуры, хотя на практике для обучения в этом качестве использовались старые 37-мм пушки M1916. Перед отправкой на передовую морские пехотинцы получали 37-мм пушки M3 (четыре в каждом батальоне и дополнительные 12 в полку, по четыре орудия в трёх взводах). По сборнику нормативных документов «E-series Table of Organization» от 15 апреля 1943 года, дивизия морской пехоты имела спецдивизион с 18 37-мм пушками (3 батареи по 6 штук) и полку морской пехоты полагалась спецрота с 12 пушками M3 в составе трёх взводов по четыре орудия. Всего в составе дивизии насчитывалось 54 пушки M3. В следующей ревизии штата «F-series Table of Organization» от 5 мая 1944 года, из состава дивизии был исключён спецдивизион, общая численность 37-мм орудий сократилась до 36 штук. Дальнейшее сокращение регламентировалось «G-series Table of Organization» от 4 сентября 1945 года, когда в спецроте осталось только два взвода и дивизии морской пехоты по штату в сумме полагалось 24 орудия. Однако этот штат только закрепил практиковавшееся в некоторых частях положение вещей ещё до окончания войны.

## Боевое применение

### Тихоокеанский ТВД
37-мм пушка M3 впервые была использована в бою при защите Филиппин от японского вторжения в декабре 1941 года. На протяжении всей войны она оставалась эффективной против японской бронетехники, которая защищалась исключительно противопульной бронёй и, более того, редко применялась в больших количествах. Небольшой вес орудия позволял с относительной лёгкостью перемещать его только силами расчёта, например, при атаке японских танков на Бетио американские морские пехотинцы вручную затащили M3 на стену полутораметровой высоты. Поэтому 37-мм пушка M3 оставалась на вооружении морской пехоты США вплоть до конца войны, используясь и против танков, и в роли орудия непосредственной поддержки пехоты. В последнем случае малая мощь осколочно-фугасного снаряда существенно ограничивала эффективность орудия, но против больших масс японской пехоты хорошо зарекомендовал себя картечный выстрел M3. Некоторые части армии США также использовали M3 вплоть до конца боевых действий. Недовольные необычно низким щитовым прикрытием у M3, морские пехотинцы ряда частей наращивали его для лучшей защиты. Стандартный набор для этой цели испытывался в 1945 году, но никогда не поставлялся в войска.

### Североафриканский ТВД
Опыт боевых действий в Северной Африке дал кардинально иную оценку качествам 37-мм пушки M3. Она практически сразу же оказалась недостаточно мощной против поздних вариантов немецких средних танков PzKpfw III и PzKpfw IV. После разгрома американских войск под Кассерином отчёты о действии 37-мм снарядов по лобовой броне и башне немецких средних танков свидетельствовали, что «снаряды отскакивали от брони как камешки», и также в отчётах пушка называлась бесполезной на дистанциях до цели, превышающих 90 м. Руководство армии США изначально не было уверено, были ли такого рода отчёты следствием устарелости орудия или неотработанной тактикой вместе с неопытностью собственных войск. Тем не менее, в новой версии организационно-штатной структуры M3 была заменена на пушку 57mm Gun M1 (производимую в США версию британского орудия QF 6 pounder) с полуторатонным грузовиком «Додж» в качестве тягача. Однако только весной 1944 года 57-мм пушки стали появляться на поле боя в больших количествах.

### Итальянский ТВД
В июле 1943 года началась операция «Хаски» — высадка войск союзников на Сицилии и в Южной Италии — в ходе которой M3 также применялась в боевых действиях против итальянских частей Regio Esercito (Королевских Сухопутных сил) и их немецких союзников. Против первых M3 была вполне эффективной: так, в первый день высадки на Сицилии — 10 июля 1943 года — пушки M3 помогли отразить атаку итальянских танков «Рено» R35; но против немцев повторилась та же ситуация, что и несколькими месяцами ранее в Северной Африке. 37-мм пушки оказались неэффективными против танков PzKpfw VI Ausf H «Тигр I» парашютно-танковой дивизии «Герман Геринг». Итальянский ТВД имел низкий приоритет в программе оснащения частей американской армии новым вооружением, и в Италии M3 использовались до конца 1944 года.

## Конец карьеры
В середине 1944 года M3 была отвергнута даже американскими воздушно-десантными войсками, невзирая на их сильное тяготение к небольшим и лёгким орудийным системам. Несмотря на отказ летом 1943 года командования воздушно-десантных войск США от 57-мм пушки M1 (утверждалось, что она негодна для переброски по воздуху) и явное сохранение 37-мм пушек M3 в организационно-штатной структуре по состоянию на февраль 1944 года, при высадке в Нормандии 82-я и 101-я воздушно-десантные дивизии не имели на своём вооружении пушек M3. Они были заменены выпущенным в Великобритании вариантом 6-фунтовки, подходящим для перевозки в десантном планере Airspeed Horsa.
В США 37-мм пушка M3 была окончательно снята с вооружения вскоре после окончания Второй мировой войны, но в ряде стран она использовалась вплоть до начала 1970-х годов.

## M3 в других странах
Единственным крупным получателем 37-мм пушек M3 по ленд-лизу был китайский Гоминьдан (1669 орудий). Также в числе стран-получателей M3 в разное время были: Боливия (3 шт.), Канада (3 шт.), Чили (198 шт.), Колумбия (4 шт.), Куба (1 шт.), Сальвадор (9 шт.), Франция (130 шт.), Великобритания (78 шт.), СССР (63 шт.) и другие государства (100 шт.). По состоянию на 2007 год, 20 M3 всё ещё остаются на вооружении Доминиканской Республики и 30 — на вооружении Мексики.

## Танковые и самоходные варианты M3
На базе ствольной группы M3 были разработаны два варианта танковой 37-мм пушки. Первым из них было орудие M5 (переименовано из начального обозначения M3A1 13 октября 1939 года), укороченная на 5,1 дюйма (3,5 калибра) версия M3 для избежания повреждений ствола в лесистой местности. Позже ручной затвор у M5 был заменён на полуавтоматический с механизмом экстракции стреляной гильзы. Усовершенствованная версия со стволом полной длины получила обозначение M5Е1 и была принята на вооружение под индексом M6 14 ноября 1940 года. Стволы у M5 и M6 были взаимозаменяемы, но во избежание нарушения уравновешивания орудия в цапфах это делать категорически запрещалось. Эти пушки устанавливались на нескольких модификациях танков и других боевых машин:
- Лёгкий танк M2A4: M5 на установке M20. Противооткатные устройства, выступающие за габариты маски пушки, защищались броневым кожухом.[21]
- Лёгкий танк M3 «Стюарт»: M5 на установке M22, в машинах поздних серий M6 на установке M23. Эти установки были оснащены более компактными противооткатными устройствами, сделав ненужным броневой защитный кожух.[22]
- Лёгкий танк M3A1, M5: M6 на установке M23.[23]
- Лёгкий танк M3A3, M5A1: M6 на установке M44.[23]
- Лёгкий (авиадесантный) танк M22: M6 на установке M53.[24]
- Средний танк M3 «Ли» («Грант») (дополнительное вооружение): M5 или M6 на установке M24.[25]
- Тяжёлый танк M6 (дополнительное вооружение): M6 на установке T49.[26]
- Амфибийная десантная машина LVT(A)-1 «amtank»: M6 на установке M44.[23]
- 37mm Gun Motor Carriage T22 — впоследствии лёгкий бронеавтомобиль M8: M6 на установке M23A1; отвергнутые конкуренты 37mm Gun Motor Carriage T43 / лёгкий бронеавтомобиль T21 и 37mm Gun Motor Carriage T23 / лёгкий бронеавтомобиль T23 оснащались той же пушкой и установкой.[27]
- Бронеавтомобиль T13.[28]
- Бронеавтомобиль T17: M6 на установке M24.[29]
- Бронеавтомобиль T17E1 в варианте «Staghound Mk I»: M6 на установке M24A1.[30]
- Прототип бронеавтомобиля T18: M6. Серийный вариант T18E2 получил 57-мм пушку M1.[31]
- Бронеавтомобиль T19: M6 на установке M23A1.[32]
- Бронеавтомобиль T27: M6 на модифицированной установке M23A1.[33]
- Бронеавтомобиль T28 / M38: M6 на установке M23A2.[34]
- Британский бронеавтомобиль «Humber» Mk IV: M6.[35]

Варианты пушки M3 в башенной установке также использовались в опытном среднем танке T5 (ствол T3, установка T1), в серийных средних танках M2 и M2A1 (ствол M3, на M2A1 в установке M19) и в опытной САУ 37mm Gun Motor Carriage T42 (установка M22).
Дополнительно пушками M3 на разных (в том числе импровизированных) установках оснащалось значительное число других машин. Как результат, в США получилось большое число разнотипных 37-мм колёсных самоходно-артиллерийских установок, из которых только M6 выпускалась серийно.
- 37mm Gun Motor Carriage T2 (джип фирмы «Bantam»).[39]
- 37mm Gun Motor Carriage T8 («Форд» 4×4 «Swamp Buggy»).[40]
- 37mm Gun Motor Carriage T13, T14 («Виллис» 6×6 «Super Jeep»).[41]
- 37mm Gun Motor Carriage T21 / M4 / M6 (грузовик 4×4 фирмы «Fargo» грузоподъёмностью 3/4 тонны).[42]
- 37mm Gun Motor Carriage T33 (грузовик «Форд» 4×4 грузоподъёмностью 3/4 тонны).[43]
- Бронеавтомобиль M3A1E3.[44]
- Пушка также иногда устанавливалась на M29 Weasel[5] и на джипы производства фирм «Виллис» и «Форд» («Willys» MB и «Ford» GPW соответственно).

В некоторых случаях 37-мм пушка M3 устанавливалась на торпедных катерах серии PT для увеличения их огневой мощи. Одним из таких катеров был PT-109 под командованием Джона Фицджеральда Кеннеди.

## Оценка проекта
37 mm Gun M3 среди семейства 37-мм противотанковых пушек была самой поздней по времени создания и вполне могла бы быть лучшей в своём классе. Однако её разработка велась приблизительно в то же время, когда наиболее передовые страны (Франция, СССР) в танкостроении активно развивали концепцию танка с противоснарядным бронированием. К моменту попадания M3 на европейский ТВД она была уже полностью устаревшей. В отличие от немецкого орудия Pak 35/36 для M3 сочли ненужным разработку подкалиберного бронебойного снаряда и надкалиберной кумулятивной мины, что ограничивало её возможности даже в ближнем бою. Достоинства у M3 были те же, что и у Pak 35/36: высокая начальная скорость, небольшие габариты и масса, возможность быстрой транспортировки, больша́я скорострельность. Пушка легко перекатывалась по полю боя силами расчёта, легко маскировалась. К недостаткам орудия можно отнести недостаточно сильное заброневое действие лёгких снарядов — часто для выведения танка из строя требовалось несколько попаданий, пробивавших броню. Поражённые пушкой танки чаще всего могли быть отремонтированы. Однако для застывшего на уровне начала 1930-х годов японского танкостроения и этого оказалось более чем достаточно. Также стоит отметить, что в отличие от союзников, эксплуатировавших большое число легкобронированных боевых машин до самого конца войны, эволюция немецкой бронетехники привела к появлению весьма неплохо бронированных образцов, борьба с которыми для M3 оказалась непосильной.
| Тактико-технические характеристики противотанковых орудий калибра 37 — 50 мм 1939 — 42 годов |              |           |            |        |
| Характеристика | обр. 1942 г. | M3        | Тип 1      | Pak 38 |
| Год поступления в войска | 1942         | 1940      | 1941       | 1940   |
| Калибр, мм/длина ствола, клб. | 45/68,6      | 37/56,6   | 47/53,8    | 50/60  |
| Масса в боевом положении, кг | 625          | 450       | 755        | 930    |
| Бронепробиваемость калиберным бронебойным снарядом под углом 90° на дистанции 500 м | 61           | 35        | 69 (457 м) | 78     |
| Бронепробиваемость калиберным бронебойным снарядом под углом 90° на дистанции 1000 м | 51           | 28        | 51 (914 м) | 61     |
| Бронепробиваемость подкалиберным снарядом под углом 90° на дистанции 500 м | 81           | 61(457 м) |            | 120    |
| Следует помнить, что в разное время и в разных странах использовались различные методики определения бронепробиваемости. Как следствие, прямое сравнение с аналогичными данными других орудий часто оказывается невозможным. |              |           |            |        |

Однако у M3 (точнее, её варианта M6) нашлась своя ниша — основное вооружение американских бронеавтомобилей. Здесь она оказалась вполне адекватным и долговечным оружием.
К настоящему времени сохранилось немало этих пушек, в основном в различных военных музеях США.

## Характеристики и свойства боеприпасов
37-мм пушка M3 имела унитарное заряжание и оснащалась достаточно разнообразным ассортиментом боеприпасов для поражения бронированных целей и живой силы противника.
| Боеприпасы 37-мм пушки M3                                                      |                      |                            |                            |                                  |
| Тип снаряда                                                                    | Марка                | Масса, кг (выстрел/снаряд) | Масса ВВ, г                | Дульная скорость, м/с (M3&M6/M5) |
| Бронебойный остроголовый сплошной трассирующий                                 | AP M74 Shot          | 1,51 / 0,87                | —                          | 884 / 870                        |
| Бронебойный остроголовый сплошной с бронебойным и баллистическим наконечниками | APC M51 Shot         | 1,58 / 0,87                | —                          | 884 / 870                        |
| Осколочно-фугасный                                                             | HE M63 Shell         | 1,42 / 0,73                | 39 г тротила               | 792 / 782                        |
| Осколочно-фугасный                                                             | HE Mk II Shell       | 1,23 / 0,56                |                            |                                  |
| Картечь                                                                        | Canister M2          | 1,58 / 0,88                | 122 стальные пули          | 762 / 752                        |
| Учебный трассирующий                                                           | TP M51 Shot          | / 0,87                     | мог содержать дымный порох |                                  |
| Практический                                                                   | Drill Cartridge M13  | / 0,87                     | —                          |                                  |
| Холостой                                                                       | Гильза с насадкой M2 |                            | —                          |                                  |

| Таблица бронепробиваемости для M3 или M6 |     |     |      |      |
| Снаряд \ Расстояние, м | 457 | 914 | 1371 | 1828 |
| AP M74 Shot (угол встречи 0°) | 36  |     |      |      |
| AP M74 Shot (угол встречи 20°) |     | 25  |      |      |
| APC M51 Shot (угол встречи 0°) | 61  |     |      |      |
| APC M51 Shot (угол встречи 20°) |     | 53  |      |      |
| APC M51 Shot (угол встречи 30°, гомогенная броня) | 53  | 46  | 40   | 35   |
| APC M51 Shot (угол встречи 30°, поверхностно-закалённая броня) | 46  | 40  | 38   | 33   |
| Бронепробиваемость пушки M5 была приблизительно на 3 мм меньше на всех дистанциях. |     |     |      |      |
| Следует помнить, что в разное время и в разных странах использовались различные методики определения бронепробиваемости. Как следствие, прямое сравнение с аналогичными данными других орудий часто оказывается невозможным. |     |     |      |      |

| Справа: Боеприпасы пушки M3: 1. Выстрел со снарядом M51 (бронебойный остроголовый сплошной с бронебойным и баллистическим наконечниками, трассирующий) 2. Выстрел со снарядом M74 (бронебойный остроголовый сплошной, трассирующий) 3. Выстрел со снарядом M63 (осколочный) 4. Выстрел с картечью M2 |

## Фотогалерея
- Выкат пушки на огневую позицию на учениях, Форт-Беннинг. Обратите внимание на поднятые колёсные сегменты.
- Учебная стрельба из 37-мм пушки M3, Форт Мак-Кинли. Обратите внимание на опущенные колёсные сегменты.
- Наводка пушки M3 (расчёт на упражнении, Форт-Беннинг).
- Осколочно-фугасный HE Mk II Shell и бронебойный APC M51 Shot снаряды.
- Учебный снаряд TP M51 Shot и адаптер M2.